# 恩斯特·卡尔贝里
恩斯特·卡尔贝里（瑞典語：Ernst Karlberg，1901年10月12日—1987年3月20日），瑞典男子冰球运动员。他曾代表瑞典参加1924年和1928年冬季奥林匹克运动会冰球比赛，其中1928年冬季奥运会获得一枚银牌。